# اگون شایبه
اگون شایبه (انگلیسی: Egon Scheibe; زاده ۲۸ سپتامبر ۱۹۰۸ – درگذشته ۲۶ سپتامبر ۱۹۹۷) مهندس پرواز اهل آلمان بود که شرکت تولید بادپر شایبه فلوکتسویگ‌باو را پایه‌گذاری کرد.